# Aegidien-Apotheke
Die Aegidien-Apotheke, auch St. Aegidien-Apotheke, in Braunschweig wurde im Jahr 1752 gegründet. Sie war zu dieser Zeit eine von vier offiziellen Apotheken in der Stadt. Die Rats-Apotheke am Eiermarkt im Weichbild Altstadt bestand bereits seit dem Jahr 1479. Es folgten 1677 die Apotheke am Hagenmarkt im Weichbild Hagen und 1720 die Hof-Apotheke in der Schuhstraße im Weichbild Sack. Es gab zudem noch einige wenige „Winkel-Apotheken“, die illegal auf eigene Rechnung betrieben wurden.

## Geschichte
Herzog Karl I. ließ 1750 die drei bestehenden offiziellen Apotheken aufkaufen und ließ sie mit der neu gegründeten Apotheke am Ägidienmarkt als Staatsapotheken betreiben. Gegründet wurde sie am 11. Januar 1752 durch einen herzoglichen Erlass. Dabei wurde die Apotheke zunächst auf Kosten des Staates im Keller des „Rathauses der Alten Wiek“ eingerichtet, das jedoch schon kurze Zeit später abgebrochen wurde. In weiteren Kellerräumen, die erhalten blieben, betrieb Herr Angott seine Weinhandlung und ließ sich auf dem Grundstück von Georg Christoph Sturm darüber ein Haus errichten.
Die Apotheker waren dort nicht mehr als Eigentümer oder Pächter tätig, sondern durften die Geschäfte lediglich verwalten. Dies war in der Apothekergeschichte ein einmaliges Experiment, das 1770 scheiterte. Anschließend gab es für einen langen Zeitraum nur vier mit herzoglichen Privilegien ausgestattete Apotheken in Braunschweig. Der Weinhändler war nicht bereit sein Haus im Zuge der Privatisierung der Apotheke mit einem möglichen Käufer zu teilen. Daher kaufe der Apotheker Johann Hermann Apfel († 1774) im August 1771 die Einrichtung der Apotheke und erhielt am 30. April 1772 das Privilegium zum Führen der Apotheke. Apfel erwarb ein Grundstück von Christoph von Kalm und verlegte die Apotheke in die Stobenstraße Nr. 12 (Grundstücksnummer 2394, Ecke im Rosenhagen). Sein Nachfolger Karl Hermann Apfel, der Vater des Theologen Hermann Apfel, verkaufte die Apotheke 1836 an Karl Ludwig Theodor Otto Herzog. Herzog war einer der Direktoren (Vizedirektorium Braunschweig) des Norddeutschen Apothekervereins, die an der Generalversammlung in Breslau vom 12. bis 14. August 1857 teilgenommen haben. Er verfasste einen Nachruf für den ehemaligen Apothekergehilfen Georg Heinrich Gottfried Böhme (12. Februar 1787 – 5. Februar 1857), der für einige Zeit auch in der Aegidien-Apotheke arbeitete und am 12. August 1846 als Provisor der Apotheke an der Versammlung des Vizedirektoriums Braunschweig teilgenommen hatte. 1881 übernahm sein Sohn Paul Herzog die Apotheke und verkaufte sie 1891 an Paul Nehring, der sie wiederum 1903 an Max Segebarth verkaufte, von dem sie 1905 an Karl Hattenkerl kam.
In der Apotheke wurden auch neue Arzneimittel hergestellt, so beispielsweise das „Linimentum Carrageni“, eine in Wasser lösliche, cremige Masse, die als Ersatz für Öle oder Vaseline verwendet werden konnte. Diese wurde aus isländischem Moos zubereitet und hatte eine antiseptische Wirkung. Der Mediziner August Müller aus Mönchengladbach schrieb dazu 1912 in der Zeitschrift für klinische Medizin: „Ein sehr elegantes, aber etwas teures Karrageenpräparat ist das Linimentum Carrageni glycerinatura der St. Aegidien-Apotheke in Braunschweig; dessen Empfehlung durch Wille [Zentralbl. f. Gynäkol. 1904. Nr. 51. S. 1581.] hat mich auf die Verwendbarkeit des Karrageens für Palpation und Massage aufmerksam gemacht.“ Die Hausapotheke des Diakonissenhauses Marienstift bezog um 1896/1897 ihre durch Rezept verordneten Medikamente und Rohmaterialien aus der Aegidien-Apotheke.
Der Braunschweiger Arzt für Frauenheilkunde Otto Wille (1865–nach 1926) berichtete über die Vorteile des „Linimentum Carragheni“ 1904 im Zentralblatt für Gynäkologie folgendes:

„Zum Einschmieren der Finger und Instrumente vor inneren Untersuchungen wird gewöhnlich Öl, Vaselin oder Seife gebraucht. Alle haben große Nachteile. In Öl und Vaselin sind die Antiseptika unwirksam, Öl tropft außerdem ab und befleckt Kleider und Fußboden, Vaselin verschmiert die Waschbecken besonders unangenehm, weil es nicht zu emulgieren ist. Seife erzeugt dem Pat. leicht Brennen und Schrinnen, namentlich am After. Die Ägidienapotheke, hier, stellt nun aus irländischem Moos eine breiartige Gallerte her, die sich vorzüglich zu dem Zweck eignet Dieses Linimentum Carrageni ist sehr haltbar, hat gerade die richtige Konsistenz, macht ausgezeichnet schlüpfrig, verschwindet im Wasserstrahl ohne Rest wieder von der Hand, und in ihm behalten die Antiseptika ihre Wirksamkeit […]“

Er ließ in der Aegidien-Apotheke seit 1912 zudem eine von ihm „Siccotǔbus“ genannte Apparatur aus Glas herstellen, die zur Behandlung des Weißen Flusses (lateinisch Fluor albus) verwendet und dort auch durch andere Apotheken nebst einer Bedienungsanleitung bezogen werden konnte. Dieses Hilfsmittel diente der einfachen Dosierung des verwendeten Pulvers.

## Gebäude
Die Apotheke befand sich in einem zweigeschossigen Haus. Der Eingang lag direkt an der Straßenecke. Rechts daneben, im Verlauf der Stobenstraße, ragte ein Giebel hervor, der drei Geschosse hatte. Links verlief es in den Rosenhagen hinein. Im zweiten Stockwerk befanden sich eine Kräuter- und eine Materialkammer. Das Haus hatte zudem einen Keller, in dem sich unter anderem Krüge mit destilliertem Wasser und Gerätschaften zum Holzfällen befanden.
Hier sollen sich zum Jahreswechsel 1797/1798 merkwürdige Vorkommnisse ereignet haben. Angestellt waren damals hier die Witwe Becker, der Provisor Johann Friedrich Neumann und die zwei Lehrlinge Nathaniel Höckel und Georg Trott. Der ehemalige Besitzer (oder Leiter), ein Apotheker namens Becker, soll dem damaligen Lehrjungen Höckel mehrmals erschienen sein und ihm letztlich eine Botschaft übermittelt haben.

„Er wolle jeden davor warnen, sich der Trunkenheit zu ergeben, und keiner solle seine Leute so behandeln, wie er es einst getan habe. Ausserdem forderte der Geist von der Witwe: Sie habe fünf Reichstaler an die Armen zu spenden.“

Seit 1897 führte eine Straßenbahntrasse durch die Stobenstraße an dem Gebäude vorbei. Dem Gebäude gegenüber (Grundstück Nr. 2398) befand sich ein reich mit Treppenfriesen und geschnitzten Balkenträgern verziertes Fachwerkhaus mit der Inschrift Anno domini MVCXI (Im Jahr des Herrn 1511). Die Gebäude wurden bei der Bombardierung der Stadt Braunschweig im Jahr 1944 zerstört. Bei den Angriffen wurden sämtliche Apotheken der Innenstadt vernichtet. Auf einem Gemälde der Malerin Käthe Bewig von der Stobenstraße ist auf der linken Seite ein Teil des Gebäudes vor der Zerstörung zu sehen.